# Casa de Maria Viñas i Oliver
La Casa de Maria Viñas i Oliver, també coneguda com la Casa Mas, és un edifici del centre de Terrassa (Vallès Occidental), situat a la Rambla d'Ègara, protegit com a bé cultural d'interès local.

## Descripció

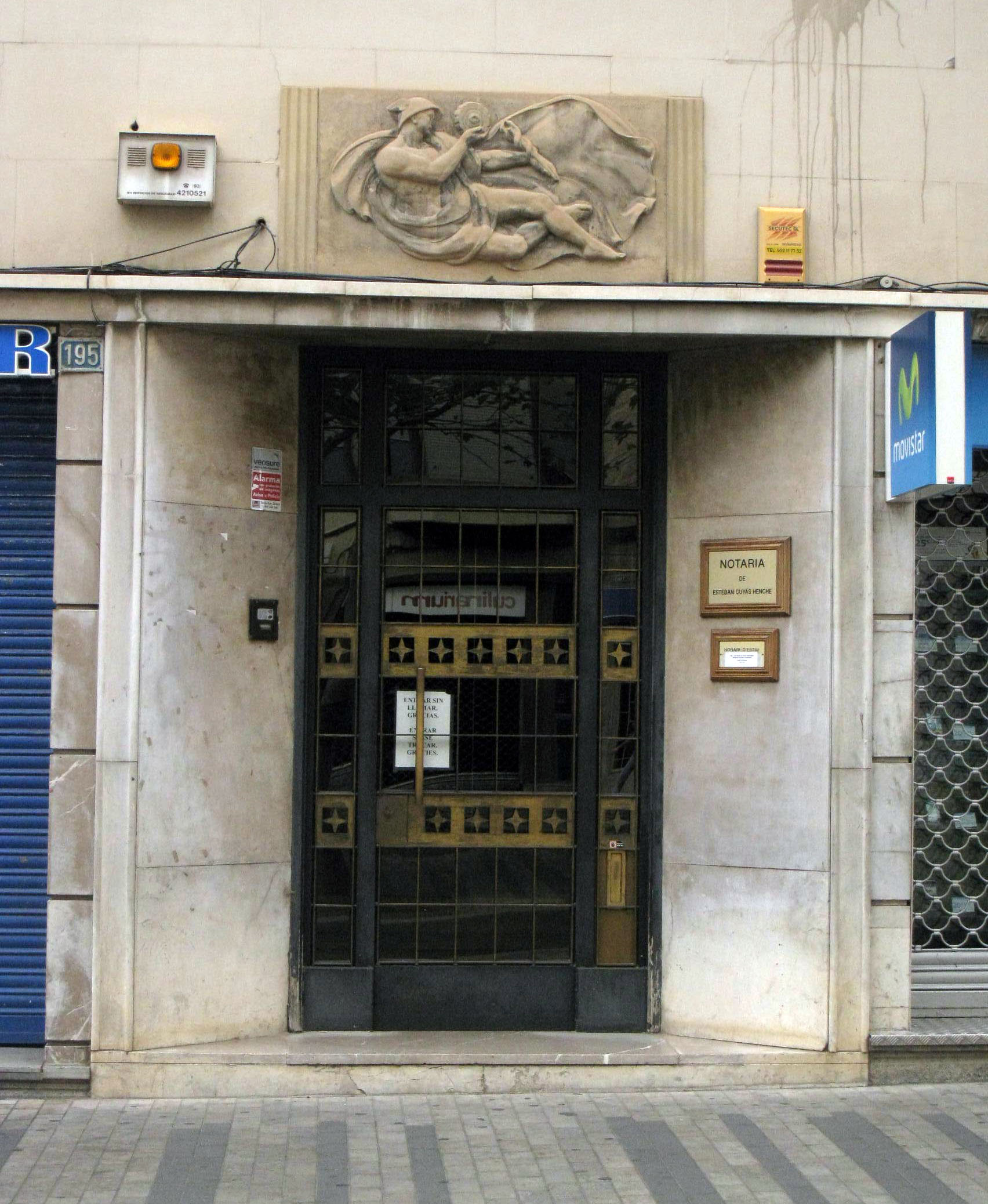
Portal d'entrada i relleu amb una al·legoria de Mercuri

És un edifici entre mitgeres, de planta baixa i dos pisos. La façana és de composició simètrica i molt plana, amb influència Art Déco. La planta baixa, delimitada per una línia d'imposta, té el portal d'accés centrat i flanquejat per dues finestres gairebé quadrades, i és aplacat per marbre. Damunt la línia d'imposta es recolza un petit relleu al·legòric.
Les dues plantes superiors, de tractament molt pla i horitzontal, contenen quatre finestres unides de dues en dues per relleus lineals que deixen al mig un plafó pla quadriculat i apareixen roms als dos brancals dels extrems. La façana, aplacada amb pedra sorrenca, és acabada en una cornisa recolzada en permòdols de pedra.

## Història
La casa la va fer construir Antoni Mas i Muntanyà i és una obra racionalista de l'arquitecte Ignasi Escudé. El nom actual correspon a la propietària de l'edifici durant els anys noranta.